# TommyInnit
То́мас Саймонс (англ. Thomas Simons; нар. 9 квітня 2004 року), більш відомий під своїм онлайн-псевдонімом TommyInnit (укр. ТоміІніт) — англійський ютюбер і стример на Twitch. Він випускає пов'язані з Minecraft нарізки, в тому числі з іншими ютюберами та стрімерами Dream SMP, що призвело до швидкого зростання популярности його каналів на YouTube і Twitch.
Станом на квітень 2022 року його сім ютюб-каналів у сукупності досягли більш 23.2 млн підписників і більш 1.8 млрд. переглядів.
Він займає 12-е місце в списку найбільш популярних каналів Twitch, станом на 16 жовтня 2021 року на платформі було понад 6,6 мільйона підписників.

## Ранній період життя
Саймонс народився в Ноттінгемширі 9 квітня 2004 року.

## Кар'єра

### YouTube
Саймонс створив свій перший канал на YouTube, Channelnutpig, 15 лютого 2013 року і свій канал TommyInnit — 24 січня 2015 року. Том завантажив своє перше відео на свій канал TommyInnit 9 вересня 2018 р. Він зазвичай завантажує відео, в яких він грає в Minecraft.
На 6 серпня 2019, Саймонс завантажив своє перше відео з міні-гри Skyblock на сервері Hypixel. Постійно завантажуючи контент, пов'язаний зі Skyblock, його канал TommyInnit швидко збільшив кількість підписників з 4800 до 66000. 4 липня 2020 року Саймонс приєднався до рольового Minecraft сервера Dream SMP від однойменного ютюбера Dream, що призвело до збільшення кількости підписників на його каналі TommyInnit зі 100 тис. до 1 млн. до вересня 2020 року.
У серпні 2020 року Саймонс завантажив відео про себе та групу своїх однодумців з Minecraft, які відвідують Брайтон. Станом на вересень 2021 року відео зібрало понад 31 мільйон переглядів.
1 квітня 2021 року Саймонс створив новий канал YouTube під своїм ім'ям, завантаживши на нього перше відео лише через два місяці.

### Twitch
Саймонс почав стрим на Twitch в кінці 2018 року, де він Стрим Minecraft, PUBG і Fortnite.
20 січня 2021 року Том запустив етер, де показав сюжетний фінал сервера Dream SMP, під назвою «Dream SMP Finale», який сягнув понад 650 тис. глядачів одночасно. Це робить його третім за величиною етером у цій категорії, обганяючи Ninja. Після фінальної прямої трансляції Dream SMP, Том провів експеримент, щоб перевірити, чи зможуть його канали не залежати від контенту по Dream SMP, і протягом цього періоду його канали продовжували процвітати.
На початку березня 2021 року Саймонс оголосив, що може припинити партнерство з Twitch і припинити проводити етери, повністю перейшовши на YouTube, проте 27 березня 2021 року він оголосив, що буде продовжувати стримити на Twitch.